# Fabien Galthié
Fabien Galthié (Cahors, 20 marzo 1969) è un ex rugbista a 15, allenatore di rugby a 15, dirigente sportivo e d'azienda, nonché commentatore televisivo francese, già attivo come giocatore nel ruolo di mediano di mischia.
Vanta la partecipazione in quattro edizioni consecutive della Coppa del Mondo (con una finale e due semifinali raggiunte, per un totale di un secondo, un terzo e un quarto posto) e la qualifica di miglior giocatore dell'anno World Rugby ottenuta nel 2002.
Dall'ottobre 2019 è commissario tecnico della Francia.

## Biografia
Nato a Cahors e cresciuto a Montgesty, entrò nel 1981 nelle giovanili del club della vicina Colomiers.
Al club della Garonna Galthié rimase legato vent'anni, eccezion fatta per un brevissimo periodo nel rugby sudafricano nel 1995 con Western Province.
Con il Colomiers giunse alla finale di Heineken Cup 1998-99 (persa a Dublino contro la franchigia dell'Ulster) e quella di campionato del 1999-2000, anch'essa persa; vinse tuttavia la Challenge Cup 1997-98, il torneo cadetto europeo.
Esordì in Nazionale francese il 21 giugno 1991, nel corso della Coppa FIRA 1990-92, a Bucarest contro la Romania; più tardi nell'anno fu convocato per la Coppa del Mondo di rugby 1991 in Inghilterra (quattro incontri, eliminazione ai quarti di finale da parte della Nazionale di casa); nel 1992 scese in campo nel suo primo Cinque Nazioni, torneo che disputò altre otto volte fino al 2003 (quattro come Sei Nazioni), vincendolo nel 1997, 1998 e 2002, tutte con il Grande Slam.
Inizialmente non convocato per la Coppa del Mondo di rugby 1995 in Sudafrica, fu richiamato d'urgenza a causa dell'infortunio di Guy Accoceberry; fu schierato nella semifinale del torneo, persa contro gli Springbok, anche se nella finale del terzo posto si prese la rivincita sull'Inghilterra per l'eliminazione di quattro anni prima.
Anche nella Coppa del Mondo di rugby 1999 in Galles non fu inizialmente compreso tra i selezionati, bensì convocato in corso di torneo: subentrato da sostituto nella prima fase a gironi (contro Figi), partì da titolare nei quarti, vinti, contro l'Argentina e nella semifinale, anch'essa vinta, contro la Nuova Zelanda; disputò anche la finale, persa contro l'Australia.

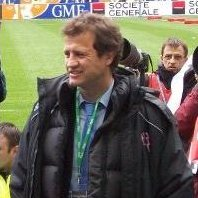
Fabien Galthié durante -, Sei Nazioni 2008

Nel 2001 lasciò Colomiers per trasferirsi a Parigi allo Stade français; con il club rosa-azzurro si laureò campione francese, per la prima volta nella sua carriera, nel 2003; a livello individuale, nel 2002 aveva vinto il premio di giocatore dell'anno IRB.
Alla fine della stagione 2002-03 smise l'attività di club, ma si rese disponibile per la Nazionale, con la quale prese parte alla Coppa del Mondo in Australia, la sua quarta e ultima; insignito della fascia di capitano dal C.T. Bernard Laporte, disputò il suo ultimo incontro in assoluto il 16 novembre 2003 a Sydney, ancora una volta contro l'Inghilterra nella semifinale del torneo (che gli inglesi poi vinsero).
Dopo il termine dell'attività sportiva Galthié divenne responsabile delle relazioni esterne dell'agenzia di comunicazioni Havas nel febbraio 2004; tuttavia, non molto tempo dopo, si fece convincere dal presidente dello Stade français, Max Guazzini, a guidare la squadra come allenatore, cosa che accettò di fare a partire dalla stagione 2004-05.
Al termine del suo primo anno alla guida della squadra parigina, giunse sia alla finale di campionato che di Heineken Cup, perdendole entrambe; tuttavia, nel 2007 portò il club a vincere il suo 13º titolo francese.
Annunciata la sua volontà di abbandonare l'incarico di tecnico alla fine della stagione 2007-08, Galthié si occupò attualmente del commento tecnico degli incontri di Heineken Cup e della Nazionale su France 2, oltre a collaborare con l'emittente radiofonica Europe 1; nel novembre 2008 fu consulente tecnico della Nazionale argentina durante il tour autunnale europeo dei Pumas; nel 2011 tornò alla carriera tecnica alla guida del Montpellier con cui siglò un triennale.
Dopo un passaggio a Tolone, ad aprile 2019 fu nominato allenatore in seconda del commissario tecnico della Francia Jacques Brunel, destinato a rimpiazzarlo dopo la Coppa del Mondo 2019 in Giappone, cosa che avvenne a novembre di quello stesso anno.

## Palmarès

### Giocatore
- Coppa FIRA : 1
Francia: 1990-92
- Campionati francesi: 1
Stade français: 2002-03
- Challenge Cup: 1
Colomiers: 1997-98

### Allenatore
- Campionati francesi: 1
Stade français: 2006-07
- Sei Nazioni: 2
Francia: 2022, 2025